# Arrabel (instrumento musical)
El arrabel, también conocido como huesera o ginebra en gran parte de España y específicamente en la Meseta Central, es un instrumento musical tradicional español de percusión perteneciente a la familia de los idiófonos frotados o raspados.

## Denominaciones
Este instrumento se suele conocer con el nombre de arrabel, aunque recibe otras denominaciones en función de la región o bien del material de construcción. Así se le llama "huesera" en las regiones del centro de la península ibérica y "ginebra" cuando está hecho de cañas. 
Por su parte, el término arrabel se utiliza también para denominar al rabel (instrumento similar al violín) en Ávila, Toledo y Extremadura.

## Características
El instrumento está formado por una serie de huesos, que pueden ser tibias de cordero o cabrito, que se unen entre sí por medio de cuerdas o incluso alambres. También existen versiones hechas con caña endurecida al fuego, en lugar de huesos, que recibe el nombre de ginebra.
Se toca colgado al cuello y sujetándolo con la mano por la parte inferior, mientras se frota con una castañuela de arriba hacia abajo, lo que genera un sonido con el que se ejecutan diversos ritmos.

## Usos
Es un instrumento usado en rondas en cualquier época del año, en algunos pueblos de Madrid y de La Mancha. Siendo más característico en las fiestas navideñas. 